# Кајпириња
Кајпириња (порт. Caïpirinha), бразилски је коктел направљен од алкохолног пића Кашаса, шећерне репе и зеленог лимуна. Ово пиће су првенствено правили сељаци, по коме је пиће и добило име док се данас конзумира по ресторанима и дискотекама. Данас је један од најпознатијих коктела на свету.

## Историја
Прве мешавине пића које су записане припадају пићима Американ дринкс (енгл. American drinks). За појаву коктела највећи допринос дали су Џери Томас (en) који је 1863. године први издао приручник за мешана пића и Хари Џонсон (en) који 1868. године издаје своју прву књигу под називом Миксологија.
Постоји више теорија везано за историју Кајпирињe. У 17. веку, лекари су мешали Кашасу, зелени лимун, бели лук и мед како би лечили робове од грипа. Сличан напитак је био коришћен у Рио де Жанеироу против Колере, акутне инфекције танких црева коју узрокује неке врсте бактерије Vibrio cholerae.
Неке теорије налажу да је овај напитак направљен како би излечио особе од Шпанске грознице која је била једна од најсмртоноснијих пандемија у историји човечанства. Појавила се при крају Првог светског рата (јануар 1917 – децембар 1920), и у три таласа се ширила Земљом. Она је прва од две пандемије узроковане вирусом инфлуенце А H1N1.
Од 1992. године, коктел је званично уписан у регистар коктела бармана а од 2008. оригинални рецепт је регистрован од стране Министарства агрикултуре Бразила.

## Припрема
За прављење коктела потребно је:
- 5цл Кашаса, алкохолног пића направљеног од шећерне трске;
- један зелени лимун;
- кашика шећера или кашика сирупа шећерне репе;
- лед

### Рецепт
Лимун исечен на комаде ставите у чашу и додајте кашику шећера. Све чврсто згњечите у чаши све док лимун не испусти сок. У зависности од алкохола којег ћете додати у коктел користите цевчицу пресечену на пола. Дужина цевчице даће јачину алкохола, због тога што је концентрација истог на самом врху.
Уместо обичног лимуна можете ставити и сок од лимуна.
Остали коктели на бази овог коктела такође су популарни у Бразилу: каприфрутас, који се припрема од воћа као што су манго, јабука, јагода, купина, ананас... Постоји и салвадорска варијанта звана „Баринха” припремљена са локалним производима: мандарином, лимуном, шећером од трске и ракијом од шећерне трске (гуаро). Овај тип коктела је јако познат у Салвадору.

## Енергетска вредност
Табела представља енергетску вредост за једну стандардну чашу коктела. 
| Енергетска вредност на 100 |                |                   |
| Хранљиве материје          | Мерна јединица | Количина          |
| Енерг. вредност            | kcal/kJ        | 1101 kj/ 263 kcal |
| Масти                      | g              | 0,15g             |
| Глуциди                    | g              | 16,62g            |
| Влакна                     | g              | 2,1g              |
| Протеини                   | g              | 0,55g             |
| Со                         | g              | 0,01g             |
| Холестерол                 | mg             | 0,00              |
| Потасијум                  | mg             | 81mg              |
| Витамин А                  | mcg            | 1mcg              |
| Витамин Ц                  | mg             | 22.9mg            |
| Калцијум (Ca)              | mg             | 27mg              |

## Варијације коктела
- Каипирошка: Каипироска, каипирошка или каипивотка је врста коктела припремљен са вотком уместо уобичајеног бразилског Кашаса пића. Име потиче од оригиналног назива коктела али има суфикс ска (или шка) како би име добило руски назив;[9]
- Сакерина: Коктел направљен са Сакејем, алкохолним пићем произведеног од пиринча;[10]
- Капинегер: Коктел направљен од немачког џина „Стеинхагера”;[11]
- Капирао: Коктел направљен од португалског алкохолног пића;[12]
- Каиприсима: Коктел са румом, дестилованим алкохолним пићем, које се добија од шећерне трске. Настаје ферментацијом и дестилацијом меласе и сока шећерне трске.[13]
- Италијанска варијанта се прави коришћењем Кампарија, алкохолним ликером.[14]

## Галерија
- Џони Вокер
- Флаша Кашаса
- Флаша Кајпириња
- Воћна Кајпириња
- Припрема коктела